# Выворожье
Выворожье — деревня в Осташковском городском округе Тверской области.

## География
Находится в западной части Тверской области на расстоянии приблизительно 17 км на северо-запад по прямой от города Осташков у северо-западного берега озера Селигер.

## История
Деревня была показана ещё на карте 1825 года. В 1859 году здесь (деревня Осташковского уезда) было учтено 7 дворов, в 1939 — 13. Во время войны деревня была сожжена немцами. После войны она восстановилась как хутор, и в 1950 году в ней жило 15 человек, но уже к 1968 году осталось 6 жителей. А позже жители переселились, постройки разрушились. И только в конце 1990-х годов были построены первые новые дачи. До 2017 года входила в Ботовское сельское поселение Осташковского района до их упразднения.

## Население
Численность населения: 49 человек (1859 год), 0 как в 2002 году, так и в 2010.